# レスリー・ハンター

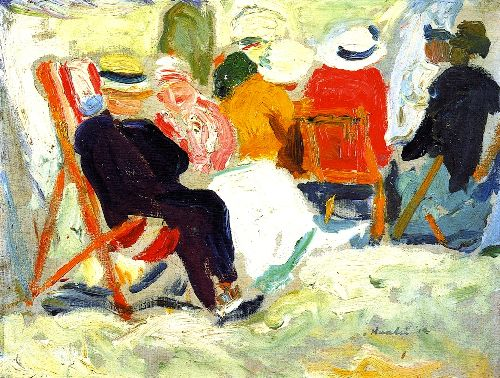
レスリー・ハンター作　「エタプル」(c.1900)

レスリー・ハンターとして知られるジョージ・レスリー・ハンター（George Leslie Hunter、1877年8月7日 - 1931年12月7日）は、スコットランド生まれの画家である。20世紀初めに「スコティッシュ・カラリスト（Scottish Colourists）」として、論じられる4人のスコットランドの画家の一人である。

## 略歴
スコットランドのビュート島のロスシー(Rothesay)で生まれた。5人兄弟の末子で幼い頃から絵を描く才能を示し、13歳のころ、母親の知人から絵を学んだ。15歳の時、姉と兄が、20代の若さで相次いで亡くなり、両親は、アメリカに移住することに決め、家族はカリフォルニアに移住し、サンフランシスコに住んだ。家族の農場で暮らしたが農業には興味を示さず、絵を続けた。19歳になった1896年には新聞や雑誌のイラストなどを描いて生活費を得るようになった。ブレット・ハート(Bret Harte: 1836-1902)やジャック・ロンドン(1876-1916)といった「San Francisco Bohemian Club」 に属していた文学者たちとも知り合った。カリフォルニアで発行されていた月刊誌「Overland Monthly」にも挿絵を描き、1899年にフルページの単色の挿絵を「G. Leslie Hunter」の署名で発表し、その後レスリーの名前で活動した。
1902年にメイナード・ディクソン(Maynard Dixon: 1875-1946)やアーサー・パットナム(Arthur Putnam: 1873-1930)といったカリフォルニアの画家たちと美術家グループを結成した。
1904年に、イラストレータとして稼いだ資金でパリに渡り、パリで油絵を描くようになった。1905年にサンフランシスコに戻り、最初の個展を開き、翌年も個展を開くが、これら初期の作品は1906年のサンフランシスコ地震による火災で失われた。その少し後に、ハンターはスコットランドに移り、グラスゴーに住むようになった。グラスゴーでもイラストレータとして働き、オランダ絵画の影響を受けて、黒い背景の静物画なども描いていた。
1908年に再びパリに渡り、美術収集家のガートルード・スタインとその兄のレオ・スタインがパリで開いたフォービズム作品やパブロ・ピカソの初期の作品が含まれる展示会を知人と訪れ、新しい美術に強い影響を受けた。1914年には以前から印象派の画家たちが集まって活動したフランス、パ＝ド＝カレー県のエタプル(Étaples)に旅し、自らのスタイルを確立し始めたが、第一次世界大戦が始まり、スコットランドに戻った。
グラスゴーの画商のアレキサンダー・リード(Alexander Reid)にハンターの作品は注目されるようになり、1915年にグラスゴーのリードの画廊で個展を開いた。1920年代になって、ハンターと共に「スコティッシュ・カラリスト」と呼ばれるようになるスコットランドの画家、フランシス・カデルや、ジョン・ダンカン・ファーガソン、サミュエル・ペプローと、関わるようになった。「スコティッシュ・カラリスト」という呼称が広く使われるようになるのはハンターの没後の1940年代になってからである。1922年からハンターは再び、パリやヴェネツィア、フィレンツェ、リヴィエラなどへの旅を始め、多くの風景画を描き、ジョン・ダンカン・ファーガソンと何度か同行した。1924年のパリの Galerie Barbazangesで開かれた「スコットランド現代画家展(Les Peintres de l'Ecosse Moderne)」という展覧会に4人の画家ははじめて一緒に出展した。
1927年から1929年の間は、南フランスのサン・ポール・ド・ヴァンスで過ごし、描いた作品を画商のリードに送り、グラスゴーとロンドンで展示会が
企画された。1929年にはニューヨークのフェラルギル画廊でも展示会が開かれ高い評価を得た。1929年に重度のうつ病に悩まされることになり、9月に妹がスコットランドへ連れ帰り、治療を受けた。病気から回復後は友人の肖像画を多く描き、水彩による風景画も描いた。
1931年に胆嚢炎の手術に伴う敗血症でグラスゴーで没した。

## 作品

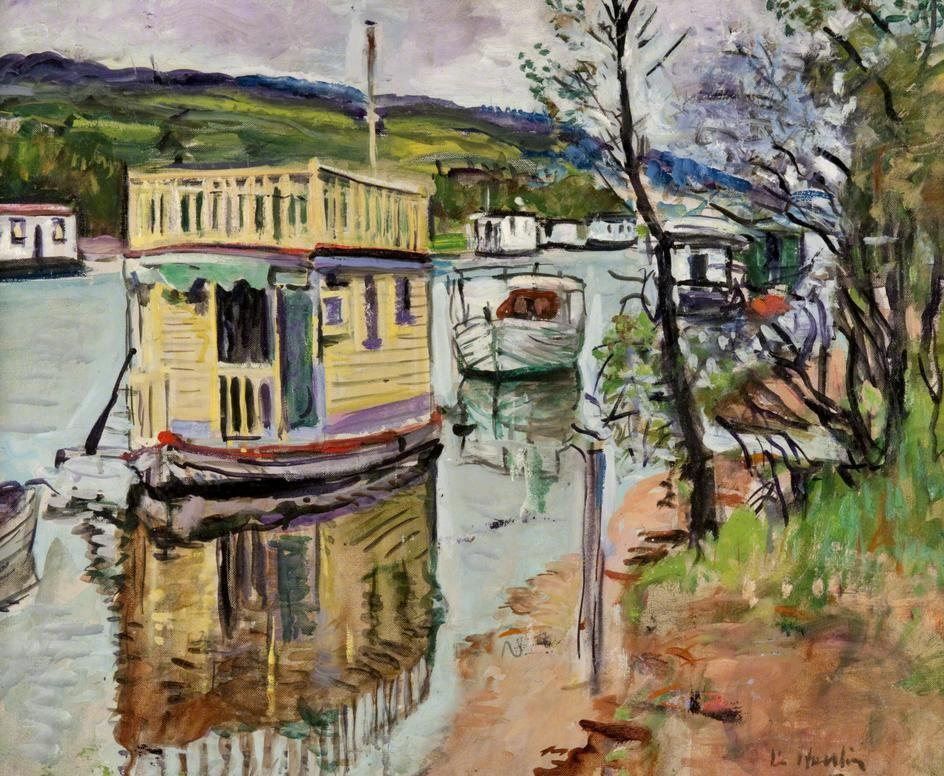
"House Boats, Loch Lomond"(1924)
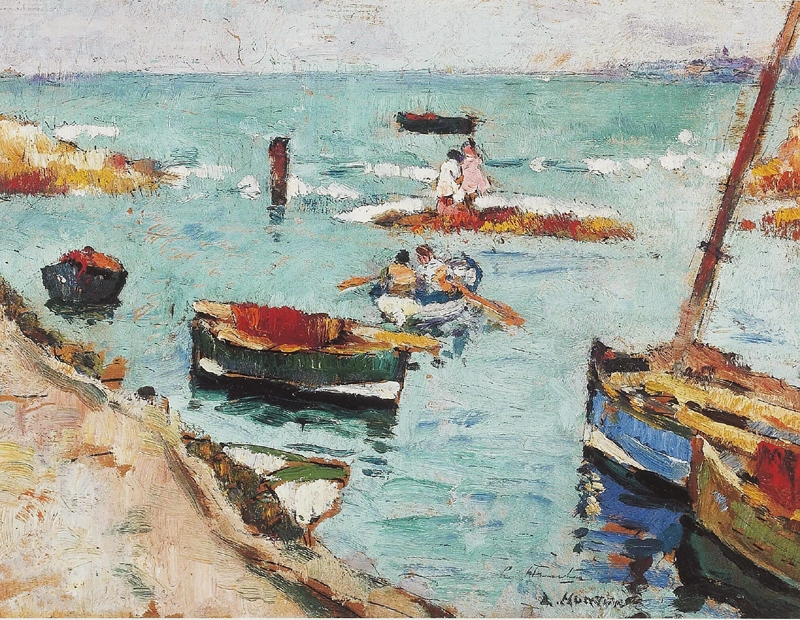
ローワ－・ラーゴのボート
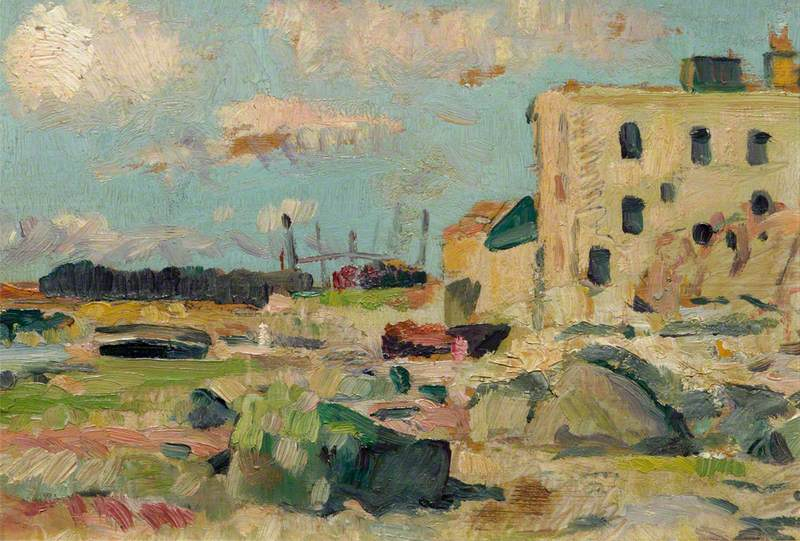
干潮時のラーゴの海岸

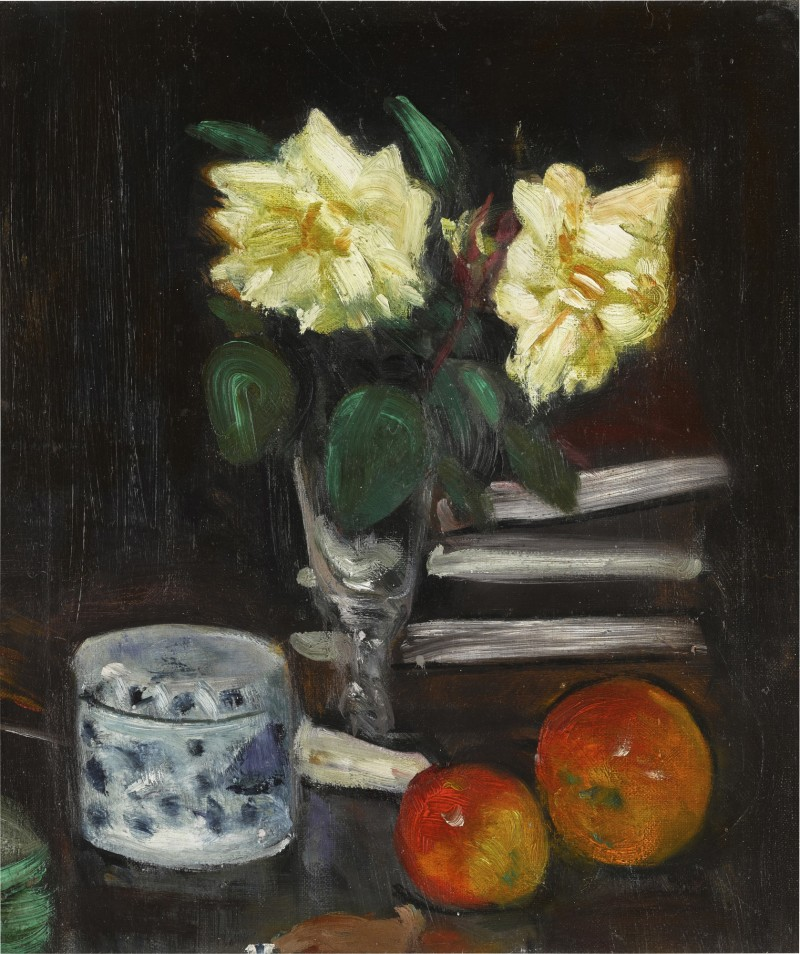
黄色いバラとリンゴのある静物画
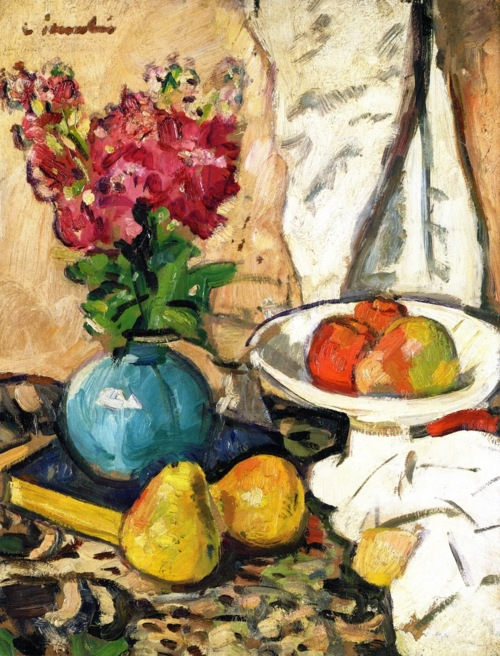
緑の花瓶の花と果物のある静物画
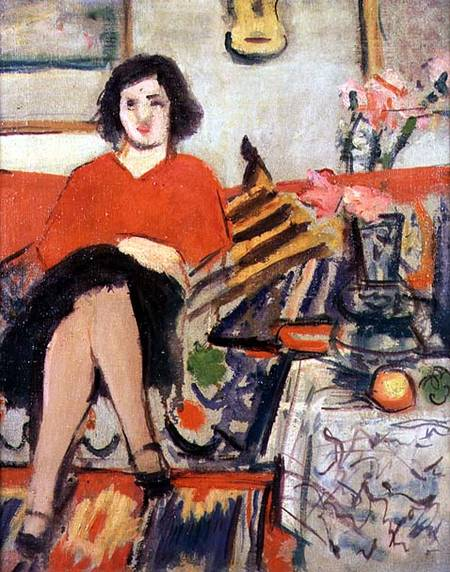
人物のいる室内 (c.1910)
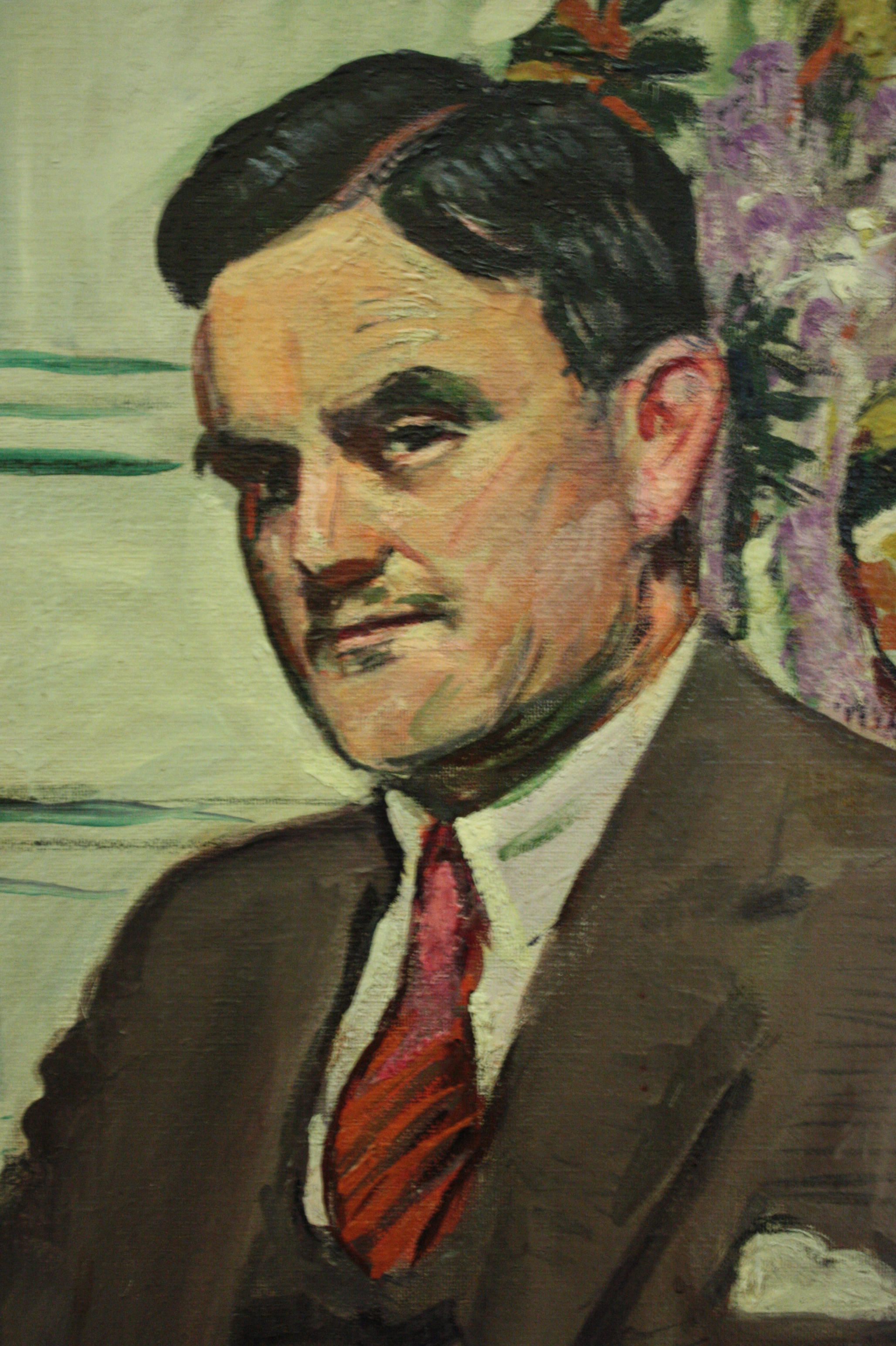
肖像画